# リグレット (ニュー・オーダーの曲)
「リグレット」（Regret）は、イギリスのバンド、ニュー・オーダーが1993年に発表したヒット曲である。

## 概要
彼らの6枚目のスタジオ・アルバム『リパブリック』から最初のシングル・カット作品である。全英シングルチャートでは最高位4位、全米シングルチャートでは最高位28位を記録した。

## シングル収録曲
- ポリドール（現・ユニバーサルミュージック）からリリースされたCDシングルによる。収録曲は英国盤と同じ。

1. リグレット（7インチ・ヴァージョン） Regret (7-Inch Version) - 4:08
  - 作詞・作曲:ニュー・オーダー＆ステファン・ヘイグ、プロデュース：ステファン・ヘイグ
2. リグレット（ニュー・オーダー・ミックス） Regret (New Order Mix) – 5:10
3. リグレット（ザ・ファイア・アイランド・ミックス） Regret (The Fire Island Mix) – 7:15
4. リグレット（ザ・ジュニア・ダブ・ミックス） Regret (The Junior Dub Mix)  – 7:44

## チャート
| チャート（1993年）               | 最高順位 |
| -------------------------------- | -------- |
| イギリス（全英シングルチャート） | 4        |

## その他
- イギリスではこのシングルの12インチシングルも発売された。そのシングルに収録されている「リグレット（サーベル・スロウ&ロウ）」（Regret (Sabres Slow'n'Low)）と「リグレット（サーベル・ファスト&スロブ）」（Regret (Sabres Fast'n'Throb)）の2曲はアルバム『リパブリック』の日本盤にボーナス・トラックとして収録されている。
- この曲は後にベスト・アルバム『ザ・ベスト・オブ・ニュー・オーダー』『インターナショナル〜ザ・グレイテスト・ヒッツ』『レトロ』『シングルズ』にも収録された。またリミックス・ベスト・アルバム『ザ・レスト・オブ・ニュー・オーダー』には「ザ・ファイア・アイランド・ミックス」が収録されている。
- NHK総合テレビの音楽番組『ポップジャム』のオープニングアニメーションのBGMとして使用されていた。